# Belliena biocellosa
Belliena biocellosa là một loài nhện trong họ Salticidae.
Loài này thuộc chi Belliena. Belliena biocellosa được Eugène Simon miêu tả năm 1902.